# 山槐記
『山槐記』（さんかいき）は、中山忠親の日記。書名の「山槐」は忠親の家号「中山」と、大臣家の唐名（槐門）を合わせたもの。『貴嶺記』『達幸記』とも。

## 概要
仁平元年（1151年）から建久5年（1194年）までの40年間あまりの詳細な記事が残るが、欠けた年月も多く、一年間を通じた記事がある年はほとんどない。忠親は藤原師実の曾孫であり、故実や朝儀に関する記述が充実している。
忠親は後白河院や源頼朝に重用され、日記の現存期間は平氏の興隆から全盛、滅亡の時期にあたる。平氏政権時代から治承・寿永の乱での東国情勢などについて独自の記事も多く、重要史料として扱われている。保元の乱・平治の乱の記事は欠けているが、治承2年（1178年）の安徳天皇誕生、同4年（1180年）の即位、元暦元年（1184年）の後鳥羽天皇の即位と大嘗会の記事は緻密で、忠親が朝儀や政界の情勢に通じていたことが分かる。平重盛の出家、清盛による大輪田泊の改修、以仁王の挙兵、富士川の戦いなどにおいて、『平家物語』や『源平盛衰記』などの軍記物語とは異なる記述があり、史実との相違を示している。
後世の人物が編纂した『山槐記除目部類』には、『山槐記』の欠文を補う文が数多く記されている。忠親の八代の孫に当たる中山定親は『達幸故実抄』を著し、『山槐記』の文章を抄出している。
江戸時代に作成された写本が東山御文庫に収録されており、東京大学によりデータ化されたものが同大学史料編纂所図書室で参照可能となっている。